# Gestriana
Gestriana is een kevergeslacht uit de familie van de boktorren (Cerambycidae). De wetenschappelijke naam van het geslacht werd voor het eerst geldig gepubliceerd in 1971 door Podaný.

## Soorten
Gestriana is monotypisch en omvat slechts de volgende soort:
- Gestriana superba (Gestro, 1888)